# 臨時工

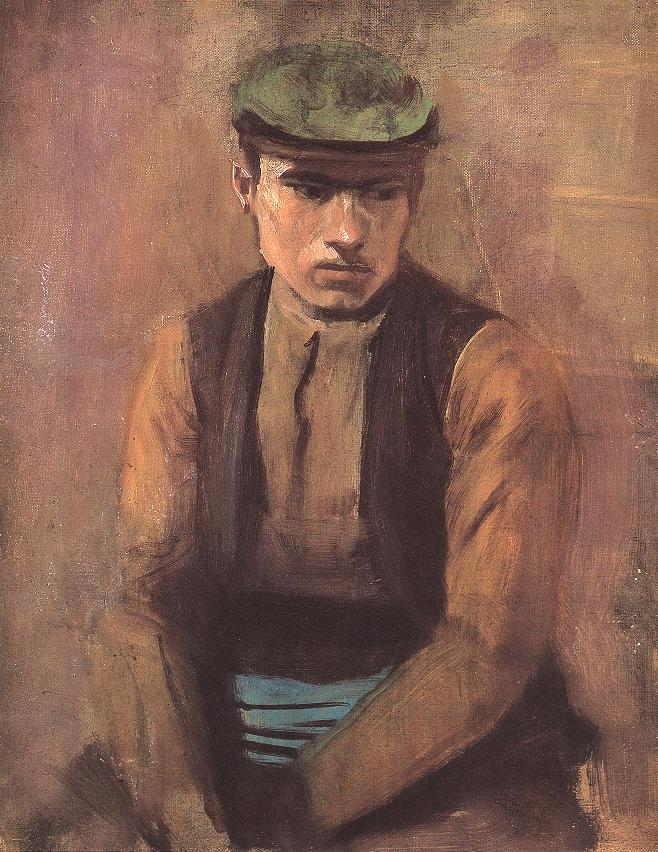
László Mednyánszky的19世紀畫作-日薪工

臨時工（英語：temporary worker），又稱散工、打工仔，泛指在工作場所裡非正式雇用的勞工，通常以日薪計酬。也不像正式勞工能夠享有退休金與每月最低工資的保障。臨時工又分成約聘僱員與人力派遣這兩類。与临时工相对的则是长期雇员。
聘用臨時工目的為處現短期出現的額外工作，例如因為雇员放產假，所以聘臨時工當替工。因為預期臨時工不是长期雇员，所以在職培訓較少。並且當工作上出亂子時，臨時工都會被首選開除，或稱代罪羔羊。亦因临时工之说法已不能自圆其说，故而时常被“实习生”、“公益性岗位人员”等所替代。

## 相關紀錄
- 在目前已公開的紀錄中，臨時工最高日薪紀錄，由東京電力公司為了福岛第一核电站事故而招募的臨時工，所創下的日薪日幣40萬元。[7]但如此高薪卻引發黑道介入，利用遊民、卡奴、智障者等，進而從中剝削。[8]

## 外部連結
- "臨時工" - 搜索 Google 圖書
- 梁发芾:从清朝的“帮役”到今天的临时工 （页面存档备份，存于）